# Семёновское (сельское поселение Бородинское)
Семёновское — деревня в составе сельского поселения Бородинское Можайского района Московской области.
Деревня Семёновское расположена в самом центре Бородинского поля на дороге между деревней Бородино и посёлком Бородино, в котором находится ближайшая к деревне железнодорожная станция. В районе Семёновского от проходящей по нему дороги отходит ответвление к Спасо-Бородинскому женскому монастырю.
Мировую известность Семёновское получило после Бородинского сражения Отечественной войны 1812 года произошедшего 26 августа (7 сентября) 1812 года, находясь в самом центре боевых действий.

## История

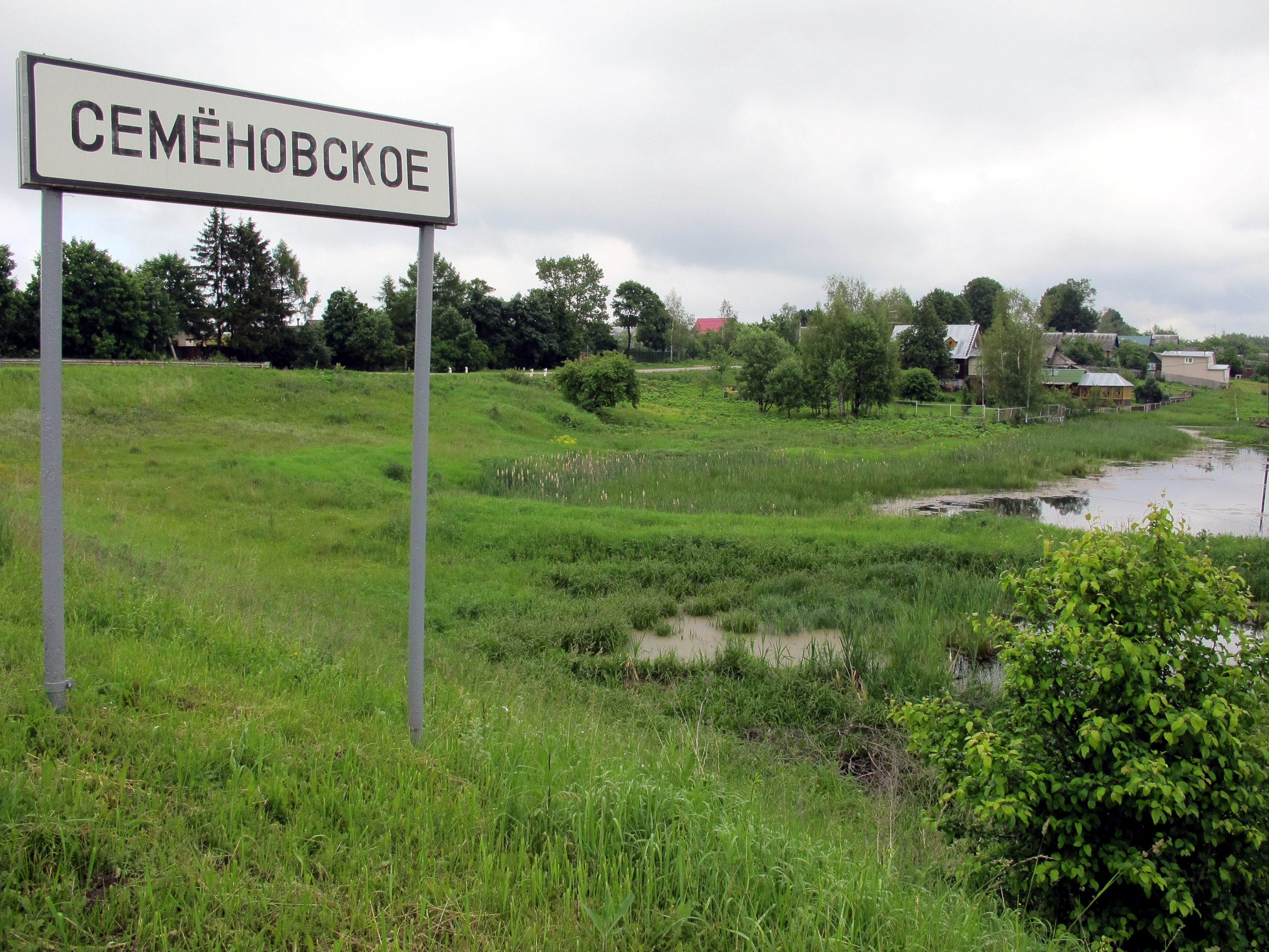
Вид на деревню Семёновское с запада, со стороны дороги к Спасо-Бородинскому женскому монастырю (2012-06-10).

Археологические данные говорят о заселении этих мест во второй половине I тысячелетия финскими, а затем славянскими племенами.
Хорошо сохранившиеся земляные валы городища I—II веков н. э. расположенного недалеко от деревни Горки можно считать первым по времени военно-историческим памятником Бородинского поля.
Однако первые письменные упоминания о деревне Семёновское (Вознесенское) относятся к XVII веку.
В начале XVII века жители соседних с Семёновское деревень были прихожанами храма Воздвижения Креста Господня, находившегося на берегу речки Колочи при впадении в неё ручьев Стонец и Прудки (Огник).
Эта церковь с приделом (нижним храмом) в честь Святителя Николая, архиепископа Мир Ликийских была уничтожена в Смутное время, вероятнее всего в 1609 году.
После этого местные жители стали прихожанами в храме Вознесения Господня в селе Семёновское, также имевшем нижний придел во имя Николая Чудотворца.
Известия о Семёновском храме обрываются в середине XVII века.
По некоторым данным во время существования церкви село Семёновское носило название Вознесенское.
В 1666 году Дмитрий Михайлович Коноплёв отдал свою половину соседнего села Бородино в приданое дочери Евфимии Дмитриевне, вышедшей замуж за будущего окольничьего Тимофея Петровича Савёлова (Савёлова-Верейского) брата будущего Патриарха Московского Иоакима (Ивана Петровича Савёлова).
Возвысившись во время Патриаршества своего брата Тимофей Петрович вначале выкупает за долги вторую половину Бородино, потом покупает за 200 рублей поместье Лаврентия Григорьевича Усова — половину сельца Семёновского, а в 1696 году к нему переходит и часть Семёновского, принадлежавшая до этого Семёну и Якову Ануфриевичам Коноплёвым.
В 1697 году Тимофей Петрович Савёлов закладывает в деревне Бородино Церковь в Рождества Христова.
С этого времени история деревни Семёновское неразрывно связана с селом Бородино.
После смерти Петра Тимофеевича Бородинская земельная дача с деревнями Горки и Семёновское неоднократно дробилась, переходила из рук в руки между его потомками и другими владельцами.
В 1768 году деревня Семёновское превосходила центр имения — Бородино, так как состояла из 23 дворов со 170 жителями.
Административной входило в состав Можайского уезда.

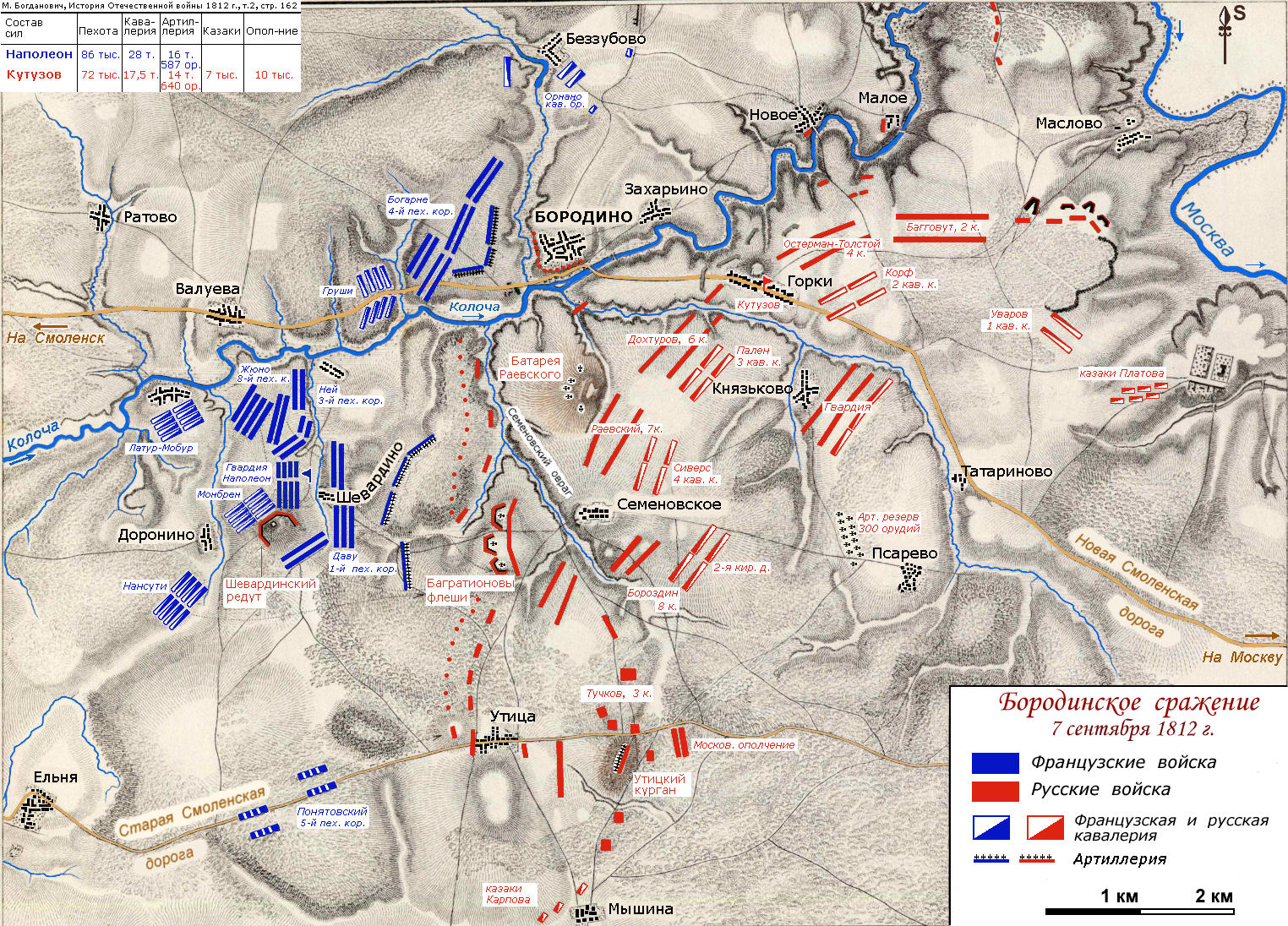
Село Семёновское на карте Бородинского сражения.

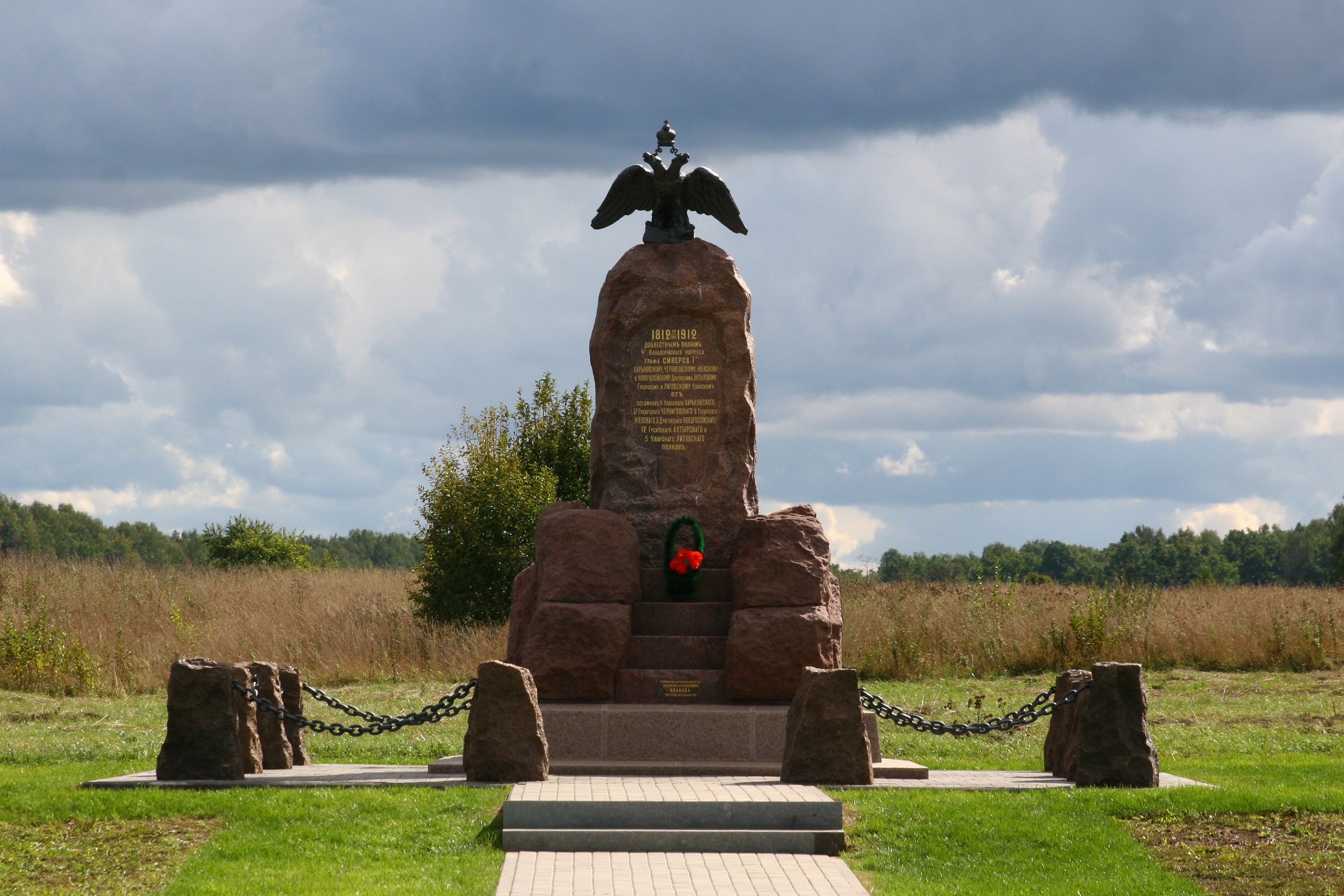
Памятник 4-му кав. корпусу графа Сиверса 1-го недалеко от Семёновского.

Во время Бородинского сражения Отечественной войны 1812 года 26 августа (7 сентября) 1812 года село Семёновское находилось в самом центре боевых действий.
Фёдор Николаевич Глинка описывает выбранный для боевых действий плацдарм следующим образом: «Наша боевая линия стала на правом берегу Колочи, — лицом к Колоцкому монастырю, к стороне Смоленска; правым крылом к Москве-реке, которая в виде ленты извивается у подножия высот Бородинских… В Колочу впадают: речка Войня, ручьи — Стонец, Огник и другие безымённые. Все эти реки и ручьи имеют берега довольно высокие, и если прибавить к тому много рытвин, оврагов, по большей части лесистых, и разных весенних обрывов, промоин, то понятно будет, отчего позиций Бородинская на подробном плане её кажется бугристою, разрезанною, изрытою. Леса обложили края, частые кустарники и перелески шершавятся по всему лицевому протяжению, и две больших (старая и новая Московские) дороги перерезают позицию, как два обруча, по направлению от Смоленска к Москве… В середине нашей боевой линии заметны и важны два пункта: Горки и деревня Семёновская. Между ними тянется отлогая высота с лёгким скатом к речке Колоче… Следуя глазами за протяжением главной линии к левой стороне, вы упираетесь на левом фланге в болото, покрытое частым лесом. Тут расположена деревня Утица. Через неё от села Ельни идёт на Можайск старая Смоленская дорога, уже давно оставленная».
Денис Давыдов, чьё детство прошло в окрестностях села в «Дневнике партизанских действий 1812 года», описывает подготовку к сражению так: «…Мы подошли к Бородину. Эти поля, это село мне были более, нежели другим, знакомы! Там я провёл беспечные лета детства моего и ощутил первые порывы сердца к любви и к славе. Но в каком виде нашёл я приют моей юности! Дом отеческий одевался дымом биваков. Ряды штыков сверкали среди жатвы, покрывшей поля, и громады войск толпились на родимых холмах и долинах. Там, на пригорке, где некогда я резвился и мечтал… там закладывали редут Раевского… Все переменилось!… Я лежал под кустом леса за Семёновским, не имея угла не только в собственном доме, но даже и в овинах, занятых начальниками. Глядел, как шумные толпы солдат разбирали избы и заборы Семёновского, Бородина и Горок для строения биваков и раскладывания костров…».
После войны Семёновское было практически полностью разрушено.
В «Ведомостях по Можайскому уезду сожжённых неприятелем, ныне же не совершенно обстроенных, и о тех кои по разорению необитаемы с замечаниями», составленной генералом от кавалерии Тормасовым 4 января — 19 февраля 1816 года указано, что сёл Бородино с деревнями Семёновская и Горки «Его же господина Воейкова и секунд ротмистрши Елизаветы Петровны Савёловой, девицы Александры Васильевны Давыдовой» были сожжены.
В 1817 году императором Александром I предпринималась безуспешная попытка приобрести (в государственную собственность или в императорское владение — неизвестно) у сестры Дениса Давыдова А. В. Бегичевой «принадлежащее ей село Бородино с деревнями Горки и Семёновское».

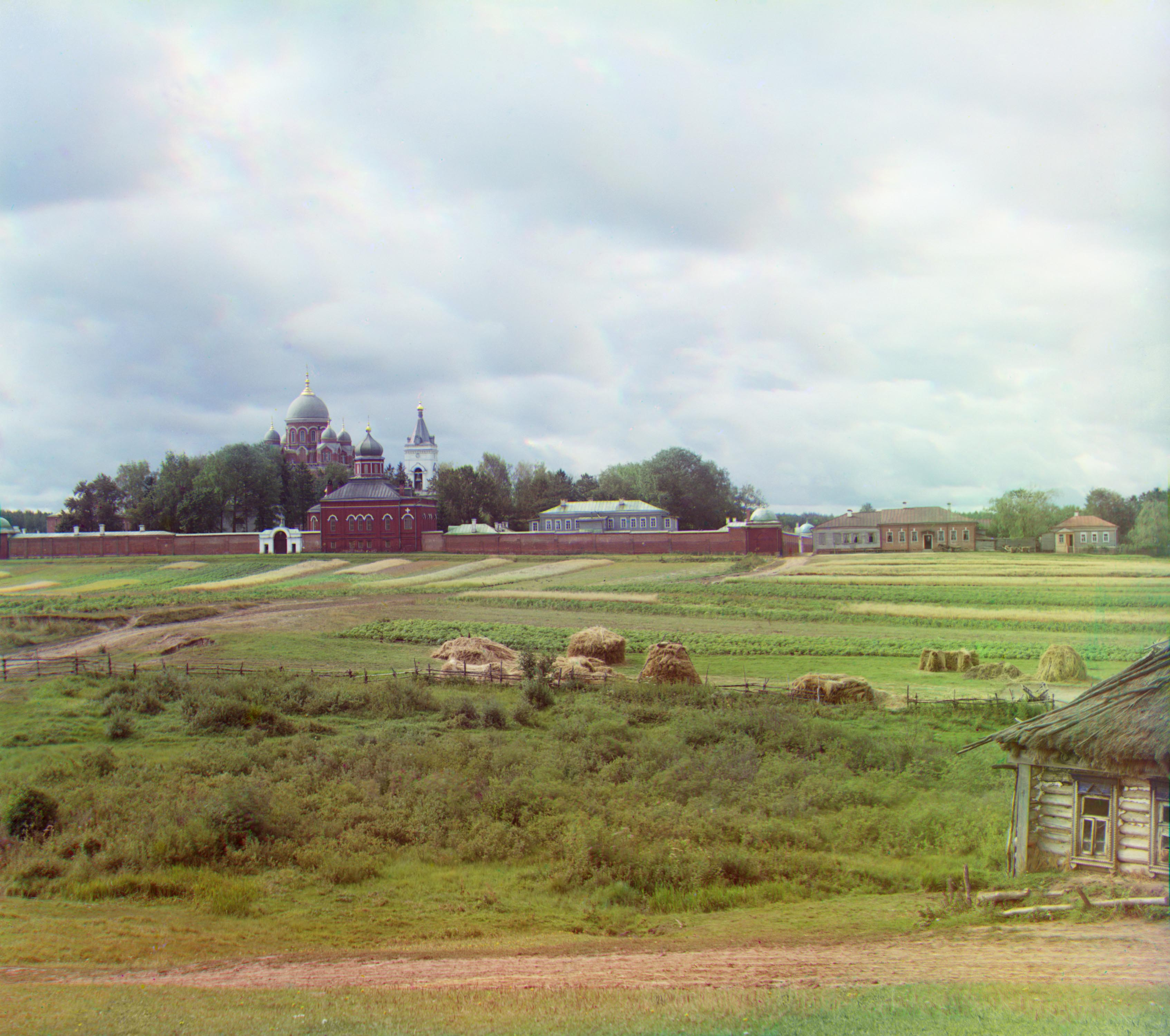
Вид на Спасо-Бородинский женский монастырь от деревни Семёновское (1911 год, С. М. Прокудин-Горский).

В этом же году Маргарита Михайловна Тучкова, вдова Александра Алексеевича Тучкова, погибшего при Бородине выкупила три десятины земли рядом с деревней Семёновская на средних Багратионовых флешах на которых впоследствии основала Спасо-Бородинский женский монастырь (с 1839 года), который с 1833 по 1839 годы назывался «Спасо-Бородинским Семёновским общежитием».
По данным VIII (1834 года) ревизии в деревне Семёновское насчитывалось 35 душ мужского пола.
В 1837 году по указу императора Николая I, подписанному в день 25-летия Бородинского сражения, село Бородино с окрестностями было выкуплено и подарено цесаревичу.
Согласно купчей от 18 октября 1837 года Елизавета Фёдоровна Воейкова за 150 тыс. руб. ассигнациями продала Великому князю Александру Николаевичу имение «с господским и их крестьянским в тех селениях всякого рода строением и заведениями…» в 744 десятины 140 кв. саженей (около 800 га) и «мужеска пола сто три души с их женами, вдовами, девками и обоего пола детьми».
Поскольку Бородинская земельная дача была черезполосным владением разных хозяев, 15 октября 1838 года была составлена полюбовная сказка по её размежеванию.
Межа была учинена 3 декабря 1838 года, после чего площадь Бородинского имения «Его Императорского Высочества Государя Наследника Цесаревича» составила 739 дес. 1547 кв. саженей.
Подробная информация о нём содержится в «Геометрическом специальном плане… селу Бородину и части деревни Семёновской».
Бородинское имение поступило в состав Борисовского отделения Московской удельной конторы.
Именно на этих землях находились в основном сохранившиеся руины земляных укреплений и братские могилы.
Новый владелец «приказать изволил: а) оброк с крестьян обратить на поправление их быта, по усмотрению ближайшего начальства; и б) отчёты по сей сумме предстовлять Его Высочеству по истечении каждого года».
В деревне Семёновское располагается естественная возвышенность, с которой Франц Алексеевич Рубо писал эскизы для Бородинской панорамы в Москве открывшейся в 1912 году к 100-летие Отечественной войны 1812 года.
Позже, использовав бывшее колхозное овощехранилище на этом месте была устроена смотровая площадка.
21 декабря 2004 года законом «О статусе и границах Можайского муниципального района и вновь образованных в его составе муниципальных образований» было первоначально сформировано муниципальное образование Сельское поселение Бородинское с центром в деревне Бородино, в которое вошла деревня Семёновское.
В марте 2005 года вышла новая редакция этого закона, согласно которой были упразднены административно-территориальных единицы Бородинского, Кукаринского и Синичинского сельских округов Можайского района Московской области.